# 斯德哥爾摩市立博物館
斯德哥爾摩市立博物館（Stockholms stadsmuseum）是瑞典斯德哥爾摩的博物館，記錄和展出斯德哥爾摩歷史的展品。館址現時位於南島斯盧森（Slussen）的南市政廳，於1685年落成，博物館於1930年代遷入，1942年對公眾開放。博物館收藏三十萬件歷史物品、二萬件藝術品和三百萬張照片，為全國最大的市立博物館。
市立博物館由斯德哥爾摩市文化管理局管轄，同受文化管理局管轄的有中世紀斯德哥爾摩博物館和斯德哥爾摩出版社。

## 展覽

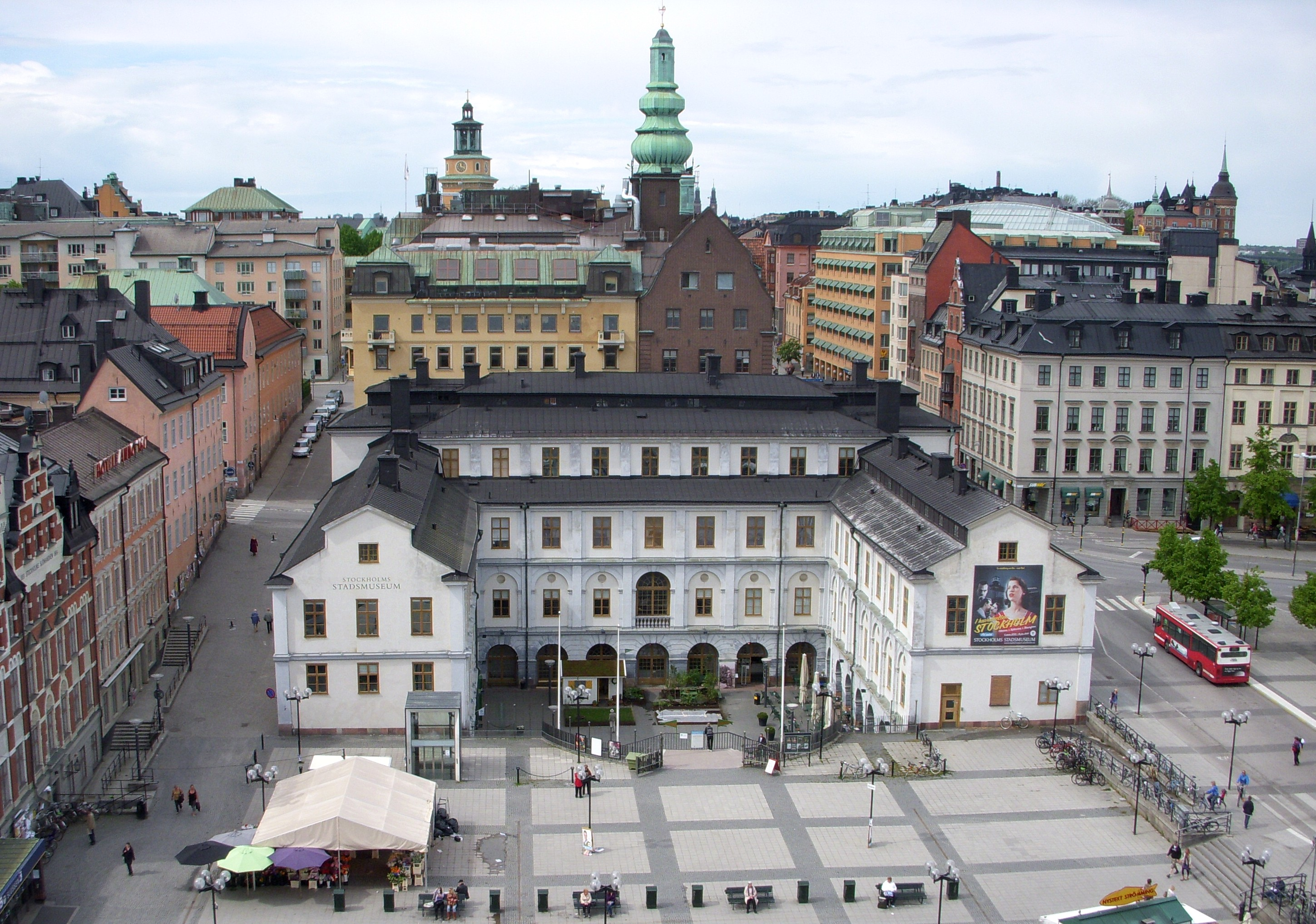
俄羅斯公園（Ryssgården）和市立博物館

博物館的永久展覽名為「時間旅程──750年來的斯德哥爾摩」，講述斯德哥爾摩1252年（城市名字的最古老記載）以來的故事。
除了永久展覽和主要展覽外，博物館還有一些小型展覽，例如照片展覽。

## 其他設施
博物館有一間咖啡室和一間商店。

## 外部連結
- Organisation of the City of Stockholm （页面存档备份，存于）
- The Stockholm City Museum （页面存档备份，存于）

59°19′11″N 18°04′14″E / 59.31972°N 18.07056°E